# Notholirion koeiei
Notholirion koeiei är en liljeväxtart som beskrevs av Karl Heinz Rechinger. Notholirion koeiei ingår i släktet Notholirion och familjen liljeväxter. Inga underarter finns listade.